# دهستان لوگانوسه
دهستان لوگانوسه (به لاتین: Lüganuse Parish) یک دهستان در استونی است که در شهرستان ایدا-ویرو واقع شده‌است.

## خصوصیات
دهستان لوگانوسه ۵۹۹ کیلومترمربع مساحت و ۸۵۵۲ نفر جمعیت دارد.